# Sidney K Chu
Sidney K Chu (ur. 22 lipca 1999 w Hongkongu) – hongkoński łyżwiarz szybki specjalizujący się w short tracku, olimpijczyk z Pekinu 2022.
Podczas ceremonii otwarcia Zimowych Igrzysk Olimpijskich 2022 był chorążym reprezentacji Hongkongu.

## Życie prywatne
Urodzony w Hongkong. Studiuje biologię na George Washington University, w Stanach Zjednoczonych.

## Wyniki

### Igrzyska olimpijskie
| Rok  | Gospodarz | 500 m |
| ---- | --------- | ----- |
| 2022 | Pekin     | 24    |

### Mistrzostwa świata
| Rok  | Gospodarz | 500 m | 1000 m | 1500 m |
| ---- | --------- | ----- | ------ | ------ |
| 2017 | Rotterdam | 46    | 48     | 53     |

### Mistrzostwa świata juniorów
| Rok  | Gospodarz           | 500 m | 1000 m | 1500 m | wielobój |
| ---- | ------------------- | ----- | ------ | ------ | -------- |
| 2015 | Osaka               | —     | —      | —      | 72       |
| 2017 | Innsbruck           | —     | —      | —      | 76       |
| 2018 | Tomaszów Mazowiecki | —     | —      | —      | 55       |
| 2019 | Montreal            | 58    | 67     | 50     | —        |